# Nagy József (tanító)
Nagy József, született Grósz (Vaspör, 1862. március 2. – 1902 után) tanító, anyakönyvvezető.

## Élete
Grósz Ignác és Grünbaum Sarolta kocsmáros szülők fia. Még gyermekkorában szülei Nagymizdóba költöztek, ahol földműveléssel is foglalkoztak; Körmenden járt az izraelita népiskolába, ahonnét a VI. osztály elvégzése után a premontreiek szombathelyi főgimnáziumába került. 1879-ben Csáktornyán az állami tanító-képzőintézet növendéke lett, itteni tanulmányaival 1882-ben végzett; 1883-ban tanítói-képesítő oklevelet nyert. 1882-től 1892-ig a turdossini izraelita iskolában működött; ahonnét 1892. februárjában a bezdáni izraelita iskolához hívták meg. Itt egyszersmind az izraelita hitközség jegyzői teendőit is végezte, s 1897-től 1902-ig, a rabbi elhalálozása folytán, a felekezeti anyakönyveket is vezette. Grósz családi nevét 1884-ben változtatta Nagyra.

### Munkássága
Cikkei az Ethnographiában (1891. Árvamegyei tót népszokások, Árvamegyei tót népbabonák, Regölés, 1892. Hegyhátvidéki hangutánzók, mondák és babonák, 1896. Bácsmegyei babonák, 1898. Bácsmegyei mesék és népmondák, 1900. Hegyhátvidéki népszokások, A hegyhátvidék építkezése, 1902. Játék kukuriczafosztáskor); a Rábavidékben (1836. A gyolcsosok otthonából, A tótok otthonáról, 1889. Az ország legészakibb határáról, 1890. Házi nevelésről, 1891. A magyar románok és a magyar nemzet, 1894. A Bácskából, 1895. Bácskaországból); a Tanítóbarátban (1889. Apróságok Bárány Ignácz életéből); a Néptanítók Lapjában (1897. Az írvaolvasás módszeréhez, Az osztatlan iskola tanterve, 1898. A tanítói földek adója, 1900. Kell-e külön tanterv az osztatlan iskolának? 1901. Az évzáró vizsgálatokról); az Izraelita Tanítóegylet Értesítőjében (1896. A játék szenvedély, 1897. Kertészkedjünk, Takarékosságra való nevelés az iskolában, 1898. A tanító birói mérlege, Mi lesz gyermekeinkből, 1900. Felirat az osztatlan iskola tanterve ügyében, 1901. A gyermeki lélek megfigyelése); a bezdáni magyar-zsidó felekezet iskoláinak Monographiájában (I. kötet: A bezdáni izr. népiskola története); írt még a Felsővidéki Nemzetőrbe s az Árvamegyei Hirlapba.

## Fő munkája
- A tótok otthonáról Árvamegyében. Néprajzi monographia. Alsókubin, 1891. (A néprajzi társaságban ismertette és részben felolvasta).

Kéziratban maradt művei: Árvamegyei közmondások, Tót népdalok Árvamegyéből, Hegyháti népdalok, Hegyháti közmondások, A falusi zsidóélet, Békeszeretetre nevelés.